# جون ألدريش روثفن
جون ألدريش روثفن (بالإنجليزية: John Aldrich Ruthven)‏ (12 نوفمبر 1924 - 11 أكتوبر 2020)، هو فنان أمريكي، اشتهر بلوحاته عن الحياة البرية.

## روابط خارجية
- موقع رسمي واحد
- موقع رسمي آخر
- دخول الفنان Big Pig Gig مع روابط لصور الخنازير
- مقال سينسيناتي بوست (الاشتراك مطلوب)